# Polysics
Polysics (ポリシックス ) es un grupo de rock con toques de electrónica procedente de Japón, el grupo tomo la inspiración e influencia del grupo de rock estadounidense: Devo.

## Historia
Polysics se formó en 1997, Sus integrantes vestidos de overoles con su propia marca POLYSICS hacen su música muy similar a la de DEVO, en la cual se muestra una versión del Rock más espiritual. Este grupo desea crear una nueva corriente que unifique los sonidos electrónicos con el sonido de una guitarra de última generación. Ya han hecho giras por Asia y Norteamérica mostrando su ingenio en sus 12 álbumes.

## Miembros

### Formación Actual
- Hiroyuki Hayashi - guitarra, vocal, vocoder, programación
- Fumi - bajo, vocal de apoyo, sintetizador
- Masashi Yano - batería, vocal de apoyo
- Ryo Nakamura - guitarra, vocal de apoyo, sintetizador

### Exintegrantes
- Kayo - sintentizador, vocoder, vocal de apoyo (1998 - 2010)
- Junichi Sugai - batería (1998 - 2003)
- Sako Eisuke (Poly-2) - sintetizador, vocoder (1997 - 1999)
- Kaneko Shingo - sintetizador (1997)

### Miembros de gira
- Ishimaru - batería (2003 - 2004)

## Discografía

### Álbumes de estudio
- 1999: "1st P"
- 1999: "A.D.S.R.M!"
- 2000: "Neu"
- 2001: "Eno"
- 2002: "For Young Electric Pop"
- 2003: "National P"
- 2005: "Now is the Time!"
- 2007: "Karate House"
- 2008: "We Are the Machine"
- 2009: "Absolute Polysics"
- 2011: "Oh! No! It´s Heavy Polysick!!!"
- 2012: "15th P"
- 2012: "Weeeeeeeeee!!!"
- 2014: "Action!"
- 2016: "What's This???"
- 2017: "That's Fantastic!"
- 2019: "In the Sync"

### EP
- Plus Chicker EP - 1999
- Plus Chicker EP - 1999 - Vinilo reeditado
- XCT - 2000
- Each life each end - 2000
- New wave jacket - 2001
- Lo-bits - 2002 - Miniálbum
- Kajakaja Goo - 2003 - Miniálbum

### Recopilaciones
- Tokio Newwave de Newwave '98 - 1998 (Varios artistas)
- Live at newwave - 1999 (VHS)
- Punch the monkey! 2 - 1999 (Varios artistas)
- ??????????????????? - 1999 (Varios artistas)
- Tokusatzcrew - 1999 (Varios artistas)
- Modern - 1999 (Vinilo)
- BGV - 2000 (VHS)
- 6-D - 2000 (Vinilo)
- 6-D / Live in Japan - 2000
- Hey! Bob! my friend - 2000 - Grandes éxitos editado en Corea y EE. UU.
- YMO-Remixes Technopolis 2000-00 - 2000 (Varios artistas)
- SMASH in LA-PPISCH! 2 - a tribute to LA-PPISCH! - 2000 (Varios artistas)
- DVDVPVDDVLIVE!! - 2003 (DVD)
- Hi-style DVD 2 - 2003 (DVD Varios artistas)
- PippikkippippiP in USA - 2004 (DVD)
- Polysics or die !!!! - 2004 - Grandes éxitos